# Ijmorski
Ijmorski (Ижморский) est une commune urbaine de Russie située dans l'arrondissement (raïon) d'Ijmorski de l'oblast de Kemerovo. Elle se trouve à 150 km de la capitale régionale, Kemerovo, sur la ligne du Transsibérien.

## Histoire
La gare d'Ijmorka, du nom d'un village à trois kilomètres, apparaît en 1893 pour les ouvriers employés à la construction du Transsibérien et deux villages se forment constitués de familles venant du gouvernement de Penza: Malaïa Ijmorka et Bolchaïa Ijmorka. En 1911, il y avait 860 habitants.
Par une décision du comité exécutif du Conseil régional des députés travailleurs de Kemerovo en date du 17 mai 1958, le village d'Ijmorka de l'arrondissement d'Ijmorka est classé comme commune urbaine de type bourg ouvrier, avec le nouveau nom d'Ijmorski.

## Population
Recensements (*) ou estimations de la population
| 1959* | 1970* | 1979* | 2002* |
| ----- | ----- | ----- | ----- |
| 5 195 | 4 988 | 5 837 | 6 101 |

| 2010* | 2012  | 2013  | 2016  |
| ----- | ----- | ----- | ----- |
| 5 615 | 5 507 | 5 370 | 4 963 |

| 2019  | 2021  | - | - |
| ----- | ----- | - | - |
| 4 735 | 4 789 | - | - |